# NGC 2294
NGC 2294 è una galassia ellittica situata nella costellazione dei Gemelli, a una distanza di circa 251 milioni di anni luce dalla nostra Via Lattea.

## Scoperta
La galassia è stata scoperta il 22 febbraio 1849 dall'astronomo irlandese George Johnstone Stoney.